# Polske lufthavne
Dette er en liste over de lufthavne i Polen, der anvendes til kommerciel ruteflyvning.
| By           | Placering   | Voivodskab       | IATA-kode | ICAO-kode | Lufthavn                         | Officiel hjemmeside                                                     |
| ------------ | ----------- | ---------------- | --------- | --------- | -------------------------------- | ----------------------------------------------------------------------- |
| Bydgoszcz    | Szwederowo  | Kujavien-Pommern | BZG       | EPBY      | Ignacy Jan Paderewski Lufthavnen | www.plb.pl                                                              |
| Gdańsk       | Rębiechowo  | Pommern          | GDN       | EPGD      | Lech Wałęsa Lufthavnen           | www.airport.gdansk.pl                                                   |
| Gdynia       | Kosakowo    | Pommern          | QYD       | EPOK      | Gdynia Lufthavnen                | www.airport.gdynia.pl Arkiveret 11. april 2012 hos Wayback Machine      |
| Katowice     | Pyrzowice   | Schlesien        | KTW       | EPKT      | Katowice Lufthavnen              | www.katowice-airport.com                                                |
| Kraków       | Balice      | Lillepolen       | KRK       | EPKK      | Johannes Paul II Lufthavn        | www.krakowairport.pl                                                    |
| Lublin       | Świdnik     | Lublin           | LUZ       | EPSW      | Lublin Lufthavnen                | www.airport.lublin.pl                                                   |
| Łódź         | Lublinek    | Łódźsk           | LCJ       | EPLL      | Władysław Reymont Lufthavnen     | www.airport.lodz.pl Arkiveret 14. april 2012 hos Wayback Machine        |
| Poznań       | Ławica      | Storpolen        | POZ       | EPPO      | Henryk Wieniawski Lufthavnen     | www.airport-poznan.com.pl Arkiveret 21. august 2008 hos Wayback Machine |
| Rzeszów      | Jasionka    | Nedrekarpater    | RZE       | EPRZ      | Rzeszów Lufthavnen               | www.rzeszowairport.pl                                                   |
| Stettin      | Goleniów    | Vestpommern      | SZZ       | EPSC      | "Solidaritet" Lufthavnen         | www.airport.com.pl                                                      |
| Warszawa     | Radom       | Masovien         | RDO       | EPRA      | Warszawa-Radom Lufthavnen        | www.lotniskowarszawa-radom.pl                                           |
| Warszawa     | Modlin      | Masovien         | WMI       | EPMO      | Modlin Lufthavnen                | www.modlinairport.pl                                                    |
| Warszawa     | Okęcie      | Masovien         | WAW       | EPWA      | Frédéric Chopin Lufthavn         | www.lotnisko-chopina.pl                                                 |
| Wrocław      | Strachowice | Nedre Schlesien  | WRO       | EPWR      | Nicolaus Kopernikus Lufthavnen   | www.airport.wroclaw.pl                                                  |
| Zielona Góra | Babimost    | Lubusz           | IEG       | EPZG      | Zielona Góra Lufthavnen          | www.lotnisko.lubuskie.pl Arkiveret 29. marts 2012 hos Wayback Machine   |